# Glenville (Minnesota)
Glenville – miasto w Stanach Zjednoczonych, w stanie Minnesota, w hrabstwie Freeborn.